# Георгій Паньковський (єпископ)
Георгі́й Панько́вський (в миру Маріуш Паньковський, польск. Mariusz Pańkowski, 4 серпня 1974, Білосток) — архієрей Православної церкви Польщі, архієпископ Вроцлавський і Щецинський. З 2010 року - ординарій Військового ордината Війська польського, лейтенант.

## Біографія
У віці 12 років став прислужувати в соборі святого Миколая в Білостоці.
У 1989 році вступив до чоловічого монастиря Благовіщення Пресвятої Богородиці в місті Супрасль.
Навчався в православній Варшавської духовної семінарії, яку закінчив з відзнакою в 1993 році, одночасно здав іспит зрілості.
17 грудня 1993 року був пострижений в рясофор.
У 1994-1999 роках продовжував навчання на богословському факультеті Афінського університету.
Тоді ж здав державний іспит на володіння грецькою мовою.
1 січня 1995 архієпископом Білостоцьким Саввою Грицуняком був висвячений у сан диякона.
10 вересня 1998 року в Супрасльскій обителі прийняв малу схиму і був названий Георгієм, в честь преподобного Георгія Хозевита. 15 жовтня 1998 патріархом Константинопольським Варфоломієм у Софійському храмі Білостока був висвячений у сан ієромонаха.
У 1999 році в Християнській богословській академії у Варшаві під керівництвом митрополита Варшавського Савви захистив дисертацію на тему «Вчення святого Григорія Палами про нетварне світло» і отримав ступінь магістра богослів'я.
30 березня 1999 року був возведений в сан ігумена, а 4 травня 1999 року прийняв посаду намісника чоловічого ставропігійного монастиря святого Онуфрія в Яблечній, на якій залишався до обрання єпископом. 3 квітня 2000 був зведений у архімандрита.
30 січня 2003 захистив докторську дисертацію на тему «Містика світла в традиції Вселенської Церкви», написану під керівництвом митрополита Савви. З 3 лютого 2003 року викладав в Християнської богословської академії та православної духовної семінарії у Варшаві. Читав лекції з основного богослів'я, гомілетики і церковнослов'янської мови.
З 1 жовтня 2006 року - виконувач обов'язків завідувача кафедри православного практичного богослов'я в Варшавській богословській академії.
Багато разів перебував в офіційних делегаціях Православної церква Польщі до інших помісних церков - Константинопольської (1998 і 2000), Єрусалимської (2001), Грецької (2002 і 2005), Александрійської (2003) і Кіпрської (2006).
Став відомий як відповідач на питання в порталі «Cerkiew.pl». У його відповідях виражалася повага до запитувачів і готовність ділитися своїми знаннями.

## Архієрейство
Одноголосно обраний Архиєрейським Собором Православної церкви Польщі єпископом Семятицьким, вікарієм Варшавської митрополії. Його архієрейська хіротонія була здійснена 27-28 січня 2007 року у Варшавському кафедральному соборі Марії Магдалини митрополитом Варшавським і всієї Польщі Саввою. На урочистостях були присутні православні архієреї і священики з Польщі, України, Канади та Греції.
9 червня 2010 року у Варшаві на надзвичайному засіданні Собору Єпископів Православної церкви Польщі була висунута його кандидатура на посаду Православного Ординарія Війська Польського замість трагічно загиблого Мирона (Ходаковського). На вакантну кафедру був обраний одноголосно.
23 червня 2010 року Чеслав Пьонтас від імені Міністра Національної Оборони Богдана Кліха вручив йому номінацію на посаду Православного Військового Ординарія в Православному ординаті Війська Польського.
12 жовтня 2010 року відбулася його інтронізація на кафедру Православного Ординарія Війська Польського а також офіційна зустріч з Військом.
3 листопада приніс військову присягу у Вищій офіцерській Школі Повітряних Сил у Дембліні.
9 травня 2011 року отримав перше офіцерське звання.
У жовтні 2015 року в Шамбезі разом з протоієреєм Андрієм Кузьмою представляв Польську православну церкву на П'ятій Всеправославній передсоборній нараді.
16 травня 2017 року на засіданні Собору єпископів Православної церкви Польщі був обраний на вакантну Вроцлавську і Щецинська кафедру, а також рішенням Блаженнішого Митрополита Варшавського і всієї Польщі Савви удостоєний звання архієпископа.